# Groupement Sportif Pétrolier Algérie (equipa ciclista)
Groupement Sportif Pétrolier Algérie (código UCI: GSP), é um equipa ciclista argelina amadora. Foi de categoria Continental entre 2011 e 2015 e em 2018.
Trata-se da seção de ciclismo do grupo desportivo do mesmo nome.
Fundado em 2011, correu essa temporada principalmente em carreiras do UCI Africa Tour, o circuito continental africano do que resultou ganhador por equipas.

## Sede
A equipa tem sua sede em Argel (71, chemin cheikh Bachir el brahimi el biar) (Argélia).

## Classificações UCI
| Ano                      | Classificação por equipas | Melhor corredor na classificação individual | Posição |
| 2010-2011 (Africa Tour)  | 1º                        | Azzedine Lagab                              | 3º      |
| 2010-2011 (America Tour) | 38º                       | Youcef Reguigui                             | 326º    |
| 2010-2011 (Europe Tour)  | 106º                      | Youcef Reguigui                             | 606º    |
| 2011-2012 (Africa Tour)  | 2º                        | Azzedine Lagab                              | 4º      |
| 2011-2012 (Europe Tour)  | 90º                       | Youcef Reguigui                             | 208º    |
| 2012-2013 (Africa Tour)  | 5º                        | Azzedine Lagab                              | 15º     |
| 2013-2014 (Africa Tour)  | 2º                        | Azzedine Lagab                              | 3º      |
| 2013-2014 (Ásia Tour)    | 38º                       | Azzedine Lagab                              | 60º     |
| 2015 (Africa Tour)       | 10º                       | Azzedine Lagab                              | 3º      |
| 2018 (Africa Tour)       | 3º                        | Azzedine Lagab                              | 3º      |

## Palmarés
Para anos anteriores veja-se: Palmarés da Groupement Sportif Pétrolier Algérie.

### Palmarés de 2018

#### Circuitos Continentais UCI
| Datas           | Circuito                | Carreiras                                         | Ganhador       |
| 22 de fevereiro | es:UCI Africa Tour 2018 | 2.ª etapa do Grande Prêmio Internacional de Argel | Yacine Hamza   |
| 28 de março     | es:UCI Africa Tour 2018 | 2.ª etapa do Tour de Argélia                      | Yacine Hamza   |
| 2 de abril      | es:UCI Africa Tour 2018 | Tour de Argélia                                   | Azzedine Lagab |
| 7 de maio       | es:UCI Africa Tour 2018 | 4.ª etapa do Tour da Wilaya de Orán               | Yacine Hamza   |
| 5 de agosto     | es:UCI Africa Tour 2018 | 1.ª etapa do Tour de Ruanda                       | Azzedine Lagab |
| 12 de agosto    | es:UCI Africa Tour 2018 | 8.ª etapa do Tour de Ruanda                       | Azzedine Lagab |

#### Campeonatos nacionais
| Datas      | Carreiras                                  | Ganhador       |
| 8 de julho | Campeonato da Argélia Contrarrelógio (CRI) | Azzedine Lagab |

## Plantel
Para anos anteriores, veja-se Elencos da Groupement Sportif Pétrolier Algérie

### Elenco de 2018
| Corredor               | Nascimento | Nacionalidade | Equipa de 2017                       |
| Benyoucef Abdellah     | 10/04/1987 | Argélia       | Groupement Sportif Pétrolier Algérie |
| Abdelkader Belmoukhtar | 05/03/1987 | Argélia       | Argélia                              |
| Abdelghanie Fellah     | 11/12/1995 | Argélia       | Neoprofissional                      |
| Karim Hadjbouzit       | 10/02/1991 | Argélia       | Vélo Clube Sovac                     |
| Yacine Hamza           | 18/04/1997 | Argélia       | Groupement Sportif Pétrolier Algérie |
| Djamel Eddine Koriche  | 18/08/1998 | Argélia       | Neoprofissional                      |
| Azzedine Lagab         | 18/09/1986 | Argélia       | Groupement Sportif Pétrolier Algérie |
| Ismain Lallouchi       | 19/07/1989 | Argélia       | Groupement Sportif Pétrolier Algérie |
| Mehdi Lounis           | 04/02/1995 | Argélia       | Argélia                              |
| O Khacib Sassane       | 04/04/1994 | Argélia       | Neoprofissional                      |

<references group="2018"}}
</small>